# Rivière Brock (vattendrag i Kanada, lat 45,04, long -72,50)
Rivière Brock är ett vattendrag i Kanada.   Det ligger i provinsen Québec, i den sydöstra delen av landet, 250 km öster om huvudstaden Ottawa.
I omgivningarna runt Rivière Brock växer i huvudsak lövfällande lövskog. Runt Rivière Brock är det glesbefolkat, med 11 invånare per kvadratkilometer.